# Grzejnik płytowy

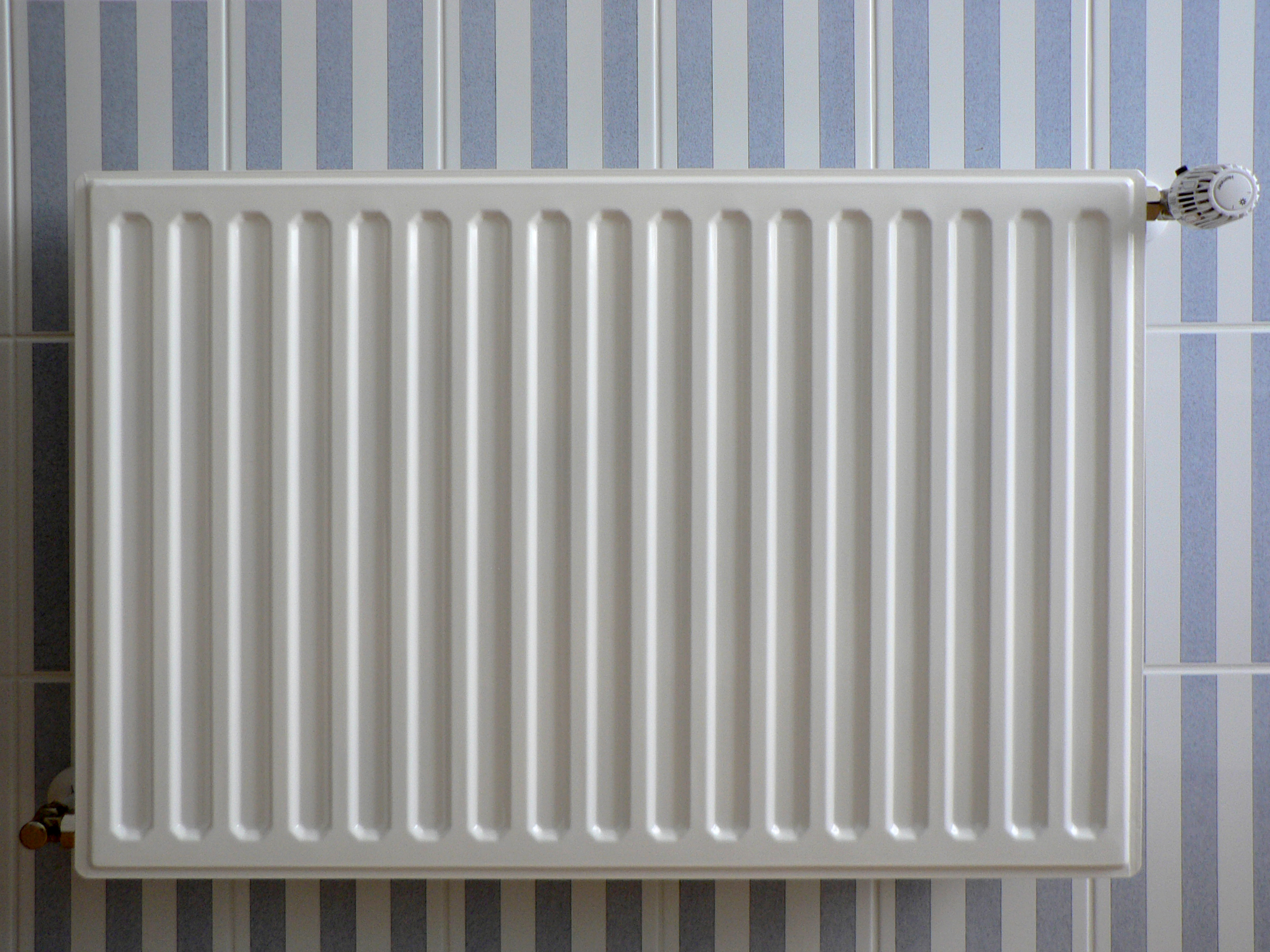
Grzejniki płytowe występują w wielu rozmiarach i kolorach, choć najczęściej wybierane są te w kolorze białym

Grzejnik płytowy – rodzaj kaloryfera, w którym para lub czynnik grzejny (najczęściej gorąca woda lub para wodna) przepływa w spirali grzejnej i nagrzewa zamocowaną do niej płytę blaszaną, która następnie oddaje temperaturę do otoczenia.
Grzejniki tego typu mają znacznie mniejszą masę, a często także wymiary, od grzejników żeberkowych, tradycyjnie wykonywanych z żeliwa. W handlu dostępnych jest wiele rodzajów kaloryferów tego typu różniących się przede wszystkim wymiarami zewnętrznymi. Przykładowo w początkach XXI wieku firma Radik produkowała grzejniki jednego typu w czterech różnych wysokościach (od 300 do 900 mm) i czternastu szerokościach (od 500 do 3000 mm).